# Кучук Джамі
Кучук-Джамі (крим. Küçük Cami) — мечеть села Тарасівка Київської області. Перебуває у стані будівництва. 

## Історія
У селі Тарасівка проживають кримські татари, що сповідують Іслам. 
Будівництво мечеті розпочалося 2017 року

## Опис
Згідно проектом мечеть буде двоповерховою та виглядатиме в кримськотатарському стилі з одним мінаретом.